# کلمات جنگ
کلمات جنگ (انگلیسی: Words of War) فیلمی درام و زندگینامه‌ای محصول سال ۲۰۲۵ درباره روزنامه‌نگار فقید روسی آنا پولیتکوفسکایا به کارگردانی جیمز استرانگ است. در این فیلم ماکسین پیک در نقش پولیتکوفسکایا، جیسون آیزکس در نقش همسرش الکساندر پولیتکوفسکایا و کیران هایندز در نقش دیمیتری موراتوف سردبیر برنده جایزه صلح نوبل در روزنامه نوایا گازتا بازی می‌کنند.

## خلاصه داستان
آنا پولیتکوفسکایا روزنامه‌نگار و فعال حقوق بشر بود که با وجود خطرات قابل توجه برای خودش، به گزارش درگیری‌ها در چچن ادامه داد و سعی کرد فساد در روسیه تحت حکومت ولادیمیر پوتین را افشا کند. او در مواجهه با مسمومیت، ارعاب و خشونت به مبارزه ادامه داد تا اینکه در ۷ اکتبر ۲۰۰۶ قربانی قتلی در آسانسور خانه‌اش شد.

## بازیگران
- ماکسین پیک در نقش آنا پولیتکوفسکایا
- سیاران هیندز در نقش دیمیتری موراتوف
- جیسون آیزاک در نقش الکساندر پولیتکوفسکی
- نائومی بتریک در نقش ورا پولیتکوفسکایا
- هری لاتی در نقش ایلیا پولیتکوفسکی
- الی بامبر در نقش النا میلاشینا
- فادی السید در نقش انزور

## تاریخ تولید و انتشار
این پروژه با عنوان «مادر روسیه» در جشنواره فیلم کن ۲۰۲۲ معرفی شد و ماکسین پیک، جیسون آیزکس و کیران هایندز به عنوان نقش‌های اصلی آن انتخاب شدند. جیمز استرانگ به عنوان کارگردان این فیلم انتخاب شده بود و فیلمنامه آن را اریک پاپن نوشته بود. فیلمبرداری این فیلم برای سال ۲۰۲۲ در بریتانیا و لتونی برنامه‌ریزی شد.
در دسامبر ۲۰۲۲ توسط ددلاین هالیوود اعلام شد که گود فیلمز کالکتیو با رولینگ پیکچرز مستقر در بربنک برای تولید این فیلم همکاری کرده است. تهیه‌کنندگان فیلم، میریام سگال و مارک مکسی بودند. مشخص شد که تصویربرداری اصلی در لتونی آغاز شده است و فیلمبرداری قرار است تا فوریه ۲۰۲۳ ادامه داشته باشد.
در سال ۲۰۲۴ شان پن به عنوان تهیه‌کننده اجرایی به پروژه پیوست.
در ماه مه ۲۰۲۴ گزارش شد که نماینده فروش Concourse Media این فیلم را با عنوان « کلمات جنگ» به خریداران در کن ارائه کرده است.
پس از بازار جشنواره بین‌المللی فیلم تورنتو در سپتامبر ۲۰۲۴، اعلام شد که حق پخش داخلی فیلم « کلمات جنگ» توسط شرکت Decal Releasing خریداری شده و قرار است در سال ۲۰۲۵ اکران سینمایی شود.
ورایتی گزارش داد که «کلمات جنگ» از ۲ مه ۲۰۲۵ در سینماهای ایالات متحده اکران خواهد شد. این فیلم در تاریخ ۲۷ ژوئن ۲۰۲۵ در سینماهای بریتانیا و ایرلند نیز اکران شد.